# Neuenweg (Kleines Wiesental)
Neuenweg (Alemannisch Neuewäg) ist seit dem 1. Januar 2009 ein Ortsteil der Gemeinde Kleines Wiesental im Landkreis Lörrach in Baden-Württemberg.

## Geographie

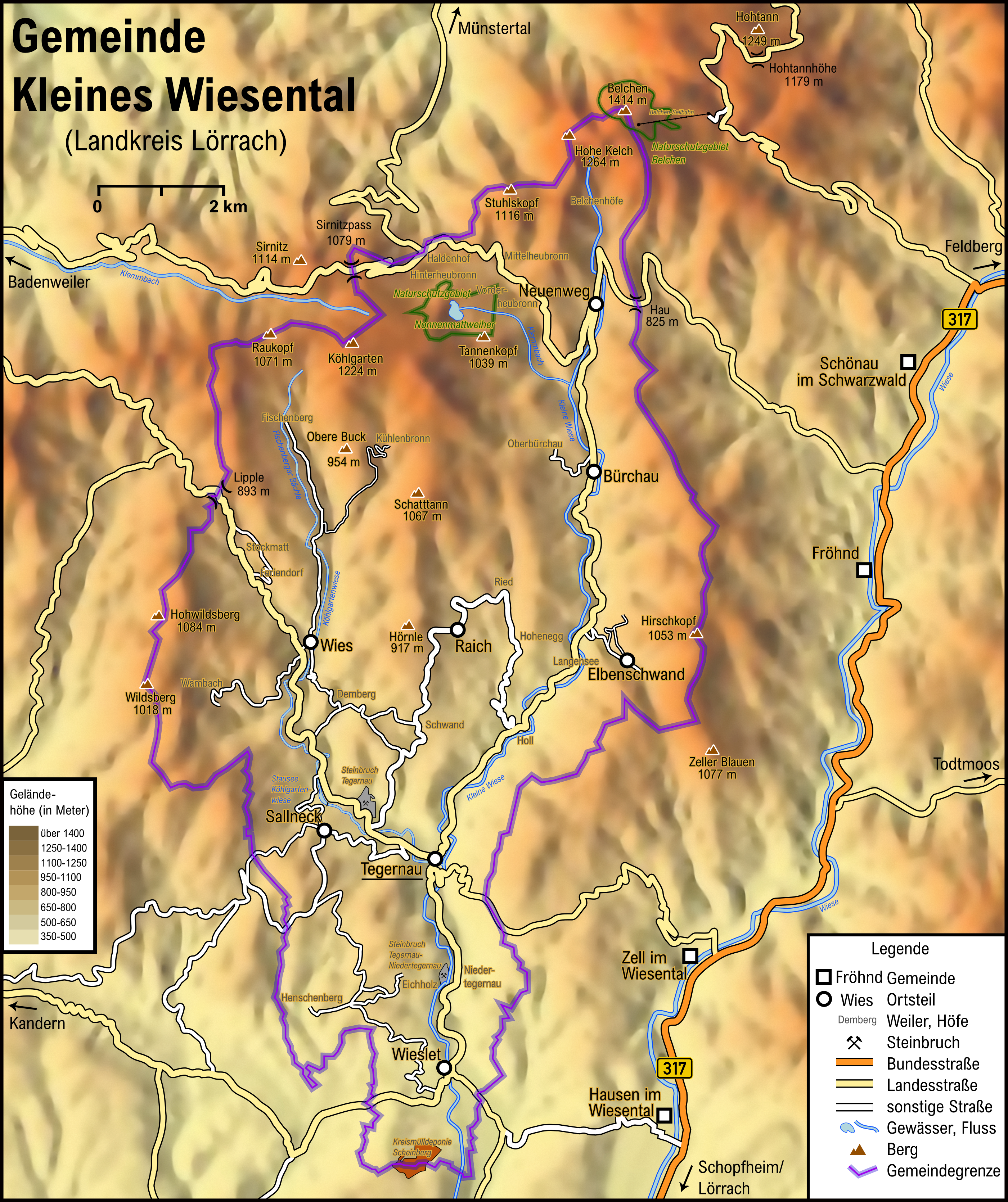
Karte der Gemeinde Kleines Wiesental

### Lage
Der staatlich anerkannte Erholungsort Neuenweg liegt im Naturpark Südschwarzwald im Tal der Kleinen Wiese zwischen 700 und 1400 Meter Höhe und ist die letzte Siedlung am Ende des Tals. Das frühere Gemeindegebiet reicht bis zum Gipfel des Belchen und ist zu 69 % mit Wald bedeckt.

### Nachbarorte
Der Ort grenzt im Osten an die Gemeinde Böllen, im Norden an die Gemeinde Münstertal, im Süden an den Ortsteil Bürchau der Gemeinde Kleines Wiesental und im Westen an den Ortsteil Wies der Gemeinde Kleines Wiesental.

### Gliederung
Im Gebiet der früheren Gemeinde Neuenweg liegen das Dorf Neuenweg, die Weiler Hinterheubronn,
Mittelheubronn und Vorderheubronn und der Zinken Belchenhöfe und Sägemättle.

## Geschichte

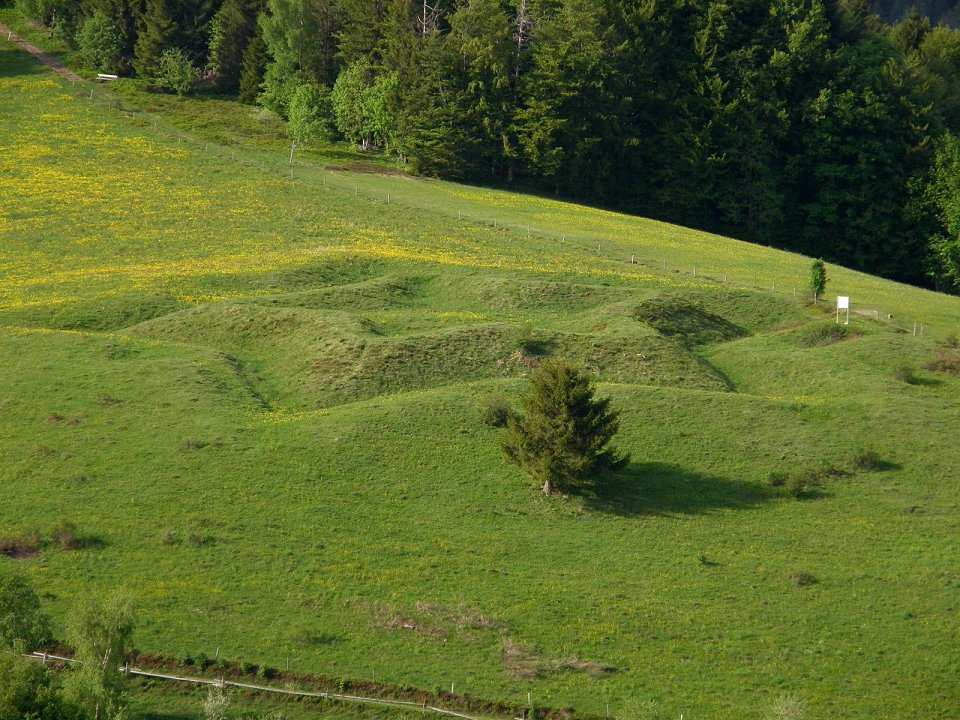
Sternschanze auf dem Hau

### Anfänge und Verwaltungsgeschichte
Neuenweg wurde im Jahre 1278 in einer Schenkungsurkunde des Klosters St. Blasien erstmals erwähnt – Adelheid von Rotenberg schenkte dem Kloster den ganzen Besitz in Neuenweg, wodurch St. Blasien zum größten Grundbesitzer im Ort wurde. Nach den Herren von Rotenberg ging die Ortsherrschaft an die Herren von Rötteln über, die das Dorf 1310 als Lehen an die Basler Ritter zer Sunnen gaben. Über die Erben der Röttler, die Markgrafen von Hachberg-Sausenberg, kam Neuenweg 1503 zur Markgrafschaft Baden und nach deren Teilung 1535 zur Markgrafschaft Baden-Durlach und wurde zusammen mit ihr im Jahr 1556 protestantisch. Unter den Markgrafen gehörte Neuenweg zur Verwaltungseinheit Landgrafschaft Sausenburg. Im Kurfürstentum Baden und in den Anfangsjahren des Großherzogtums Baden war das Dorf dem Amt Müllheim (1805–1809), dem Amt Schönau (1809–1813) und 1885–1924, dem Amt Schopfheim (1924–1936) zugewiesen. Seither gehört Neuenweg zum Landkreis Lörrach.

### 19. bis 21. Jahrhundert
Gegen Ende des 19. und Anfang des 20. Jahrhunderts kamen aus dem Kleinen Wiesental Forderungen für eine Bahnlinie Schopfheim – Neuenweg oder gar einer Bahn durch das Belchenmassiv in das Münstertal. Aufgrund der massiven Einwände aus der großherzoglichen Verwaltung (technische Schwierigkeiten und hohe Kosten) sahen die Gemeinden dann jedoch von einem förmlichen Antrag ab.
Bei einer Brandkatastrophe am 8. Oktober 1903 wurden die Post, zwei Gasthäuser und 12 Häuser vernichtet. Starker Wind und die mit Schindeln gedeckten Dächer förderten die rasche Ausbreitung des Brandes. 24 Familien wurden obdachlos.
Am 1. März 1922 brach der Damm des Nonnenmattweihers. Die das Tal des Nonnenmattbaches (Weiherbach) hinabstürzenden Wassermassen rissen große Baumstämme mit, zerstörten einige Brücken und gefährdeten das bei Neuenweg befindliche Kraftwerk, das an der Straße nach Bürchau befindliche Sägewerk wurde teilweise zerstört, Bürchau wurde überschwemmt.
1934 wurde die Gemeinde Heubronn nach Neuenweg eingemeindet.
Am 1. Januar 2009 wurde Neuenweg der neu gegründeten Gemeinde Kleines Wiesental angegliedert.
Die früher selbstständige Gemeinde gehörte – von 1972 bis zu dessen Auflösung ebenfalls am 1. Januar 2009 – dem Gemeindeverwaltungsverband „Kleines Wiesental“ mit Sitz in Tegernau an.

### Einwohnerentwicklung
Die Entwicklung der Einwohnerzahlen weist langfristig eine sinkende Tendenz auf.
| Jahr     | 1813 | 1852 | 1871 | 1875 | 1880 | 1890 | 1900 | 1905 | 1910 | 1925 | 1933 | 1939 | 1950 | 1961 | 1970 | 1979 | 1992 | 1995 | 2005 | 2007 |
| -------- | ---- | ---- | ---- | ---- | ---- | ---- | ---- | ---- | ---- | ---- | ---- | ---- | ---- | ---- | ---- | ---- | ---- | ---- | ---- | ---- |
| Neuenweg | 125  | 542  | 570  | 552  | 579  | 528  | 509  | 524  | 527  | 474  | 451  | 407  | 455  | 479  | 451  | 412  | 340  | 333  | 337  | 326  |

## Wappen
„In geteiltem und halbgespaltenen Schild oben in Blau ein hängender silberner Adlerflügel, unten vorn rot, hinten golden.“
Das Wappen wurde erst 1902 vom Generallandesarchiv Karlsruhe entworfen. Zuvor wurde im Gemeindesiegel eine Abbildung des Belchen und der Belchenhöfe geführt. Der Adlerflügel soll auf die frühere Zugehörigkeit zur Landgrafschaft Sausenberg hinweisen. Allerdings gab es in deren Wappen nie eine Adlerschwinge. Dieser Adlerflug findet sich im Breisgau stattdessen als Bild im Wappen der Herren von Üsenberg.
Die fehlerhafte Zuordnung durch das Generallandesarchiv beruht auf einem Fehler im 11. Organisationsedikt des Kurfürstentums Baden vom 2. Mai 1803. Dort werden die Felder im Wappen des Kurfürstentums falsch beschrieben. Unter C.) 7.) steht dort: „in dem zweiten einen silbernen querliegenden Flügel mit niederwärts gekehrten Schwingen und mit einem goldenen Kleestengel belegt, auf Blau wegen Sausenberg,...“ Der Zusatz „wegen Sausenberg“ ist falsch und führte offenbar zum Fehler im Neuenweger Wappen.
Die korrekte Beschreibung des kurfürstlichen Wappens findet sich bei Karl von Neuenstein.

## Sehenswürdigkeiten

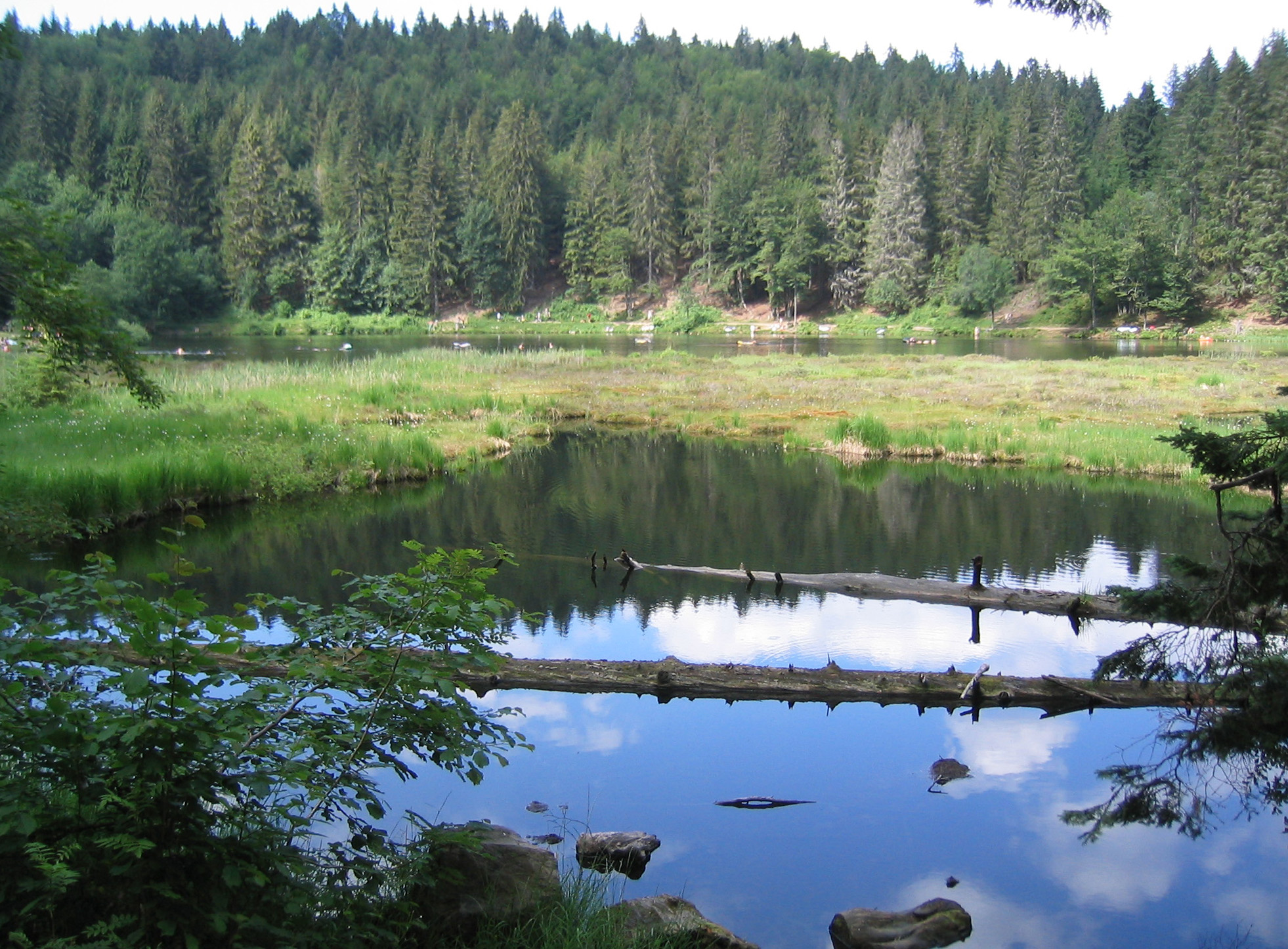
Nonnenmattweiher

Das gesamte Belchenmassiv mit dem nach Neuenweg abfallenden felsigen Südhang ist seit 1949 Naturschutzgebiet.
Hier gedeiht eine seltene, teilweise alpine Vegetation.
Ebenfalls unter Naturschutz steht der im Wald oberhalb von Heubronn in 915 Meter Höhe gelegene Karsee Nonnenmattweiher, ein Relikt der eiszeitlichen Vergletscherung des Schwarzwalds. Bemerkenswert ist eine im Weiher schwimmende Torfinsel.
Am „Böllener Eck“ befindet sich eine Sternschanze und eine quadratische Redoute, die zur Vorderen Linie der Schwarzwaldlinie – einer Befestigungsanlage aus dem 17. Jahrhundert – gehören. Das Befestigungssystem fällt zum Teil mit dem „Landhag“, einer spätmittelalterlichen Befestigung, zusammen. Die fünfzackige Sternschanze besitzt einen Durchmesser von etwa 30 Metern und heute noch etwa 2 bis 3 Meter tiefe Gräben. Die quadratische Redoute ist an jeder Seite 20 Meter lang. Zwischen den beiden Anlagen finden sich Spuren einer Schanzlinie, die aus einem Graben und einem Wall bestand und sich nach Süden fortsetzt.
Das Epitaph des 1691 erstochenen kursächsischen Unteroffiziers Johann Marckloffksy von Zabrak befindet sich an der Ostseite der Kirche von Neuenweg.

## Bauwerke

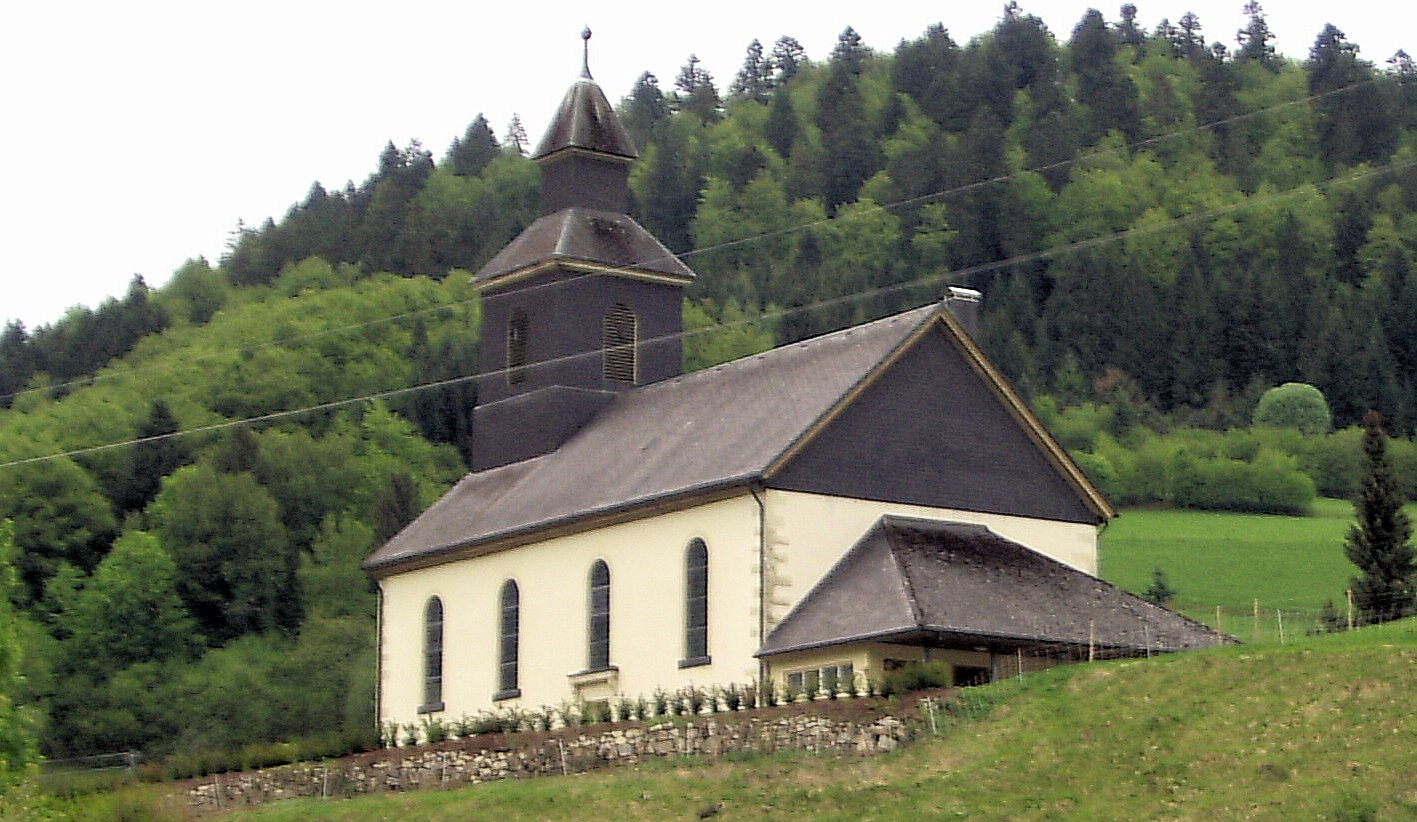
Evangelische Kirche Neuenweg

## Verkehr
Durch Neuenweg führen drei Passstraßen. Über das Gasthaus Haldenhof führt eine Straße in das Münstertal und eine zweite über den Sirnitzpass zum gleichnamigen Weiler Sirnitz nach Badenweiler. Über den Hau führt die Straße in das große Wiesental nach Schönau.

## Sonstiges
- 2001 erhielt Neuenweg Gold beim Bundeswettbewerb "Unser Dorf soll schöner werden" und hat mit der Stadt Bad Säckingen die Bundesrepublik Deutschland beim Europawettbewerb Entente Florale erfolgreich vertreten.

## Persönlichkeiten
- Hedwig Salm (* 14. September 1889 in Neuenweg; † 19. September 1981 in Tegernau) – alemannische Dichterin

- Willibald Strohmeyer (* 6. Juli 1877 in Mundelfingen; † 22. April 1945 in Münstertal/Schwarzwald) – katholischer Dekan, wurde 1945 von den Nationalsozialisten auf dem Heubronner Eck erschossen.[20]